# 岩手县旗
岩手县旗（日语：／ Iwatekenki）是日本的47面日本都道府县旗之一。该条目是对岩手县旗以及岩手县章的解说。

## 概要
岩手县章是为了纪念岩手县厅新建，在公开招募的方案的基础上，并在1964年11月10日的第1083号县告示上正式确定的。岩手县章的设计图案是把汉字“岩”变体为一个上下对称的图案，象征着岩手县的宜居环境与作为一个正在跃进的县的姿态。县旗于1956年3月6日制定。以纳户色作为底色，用白色在县旗中央敲上县章。

## 脚注
1. ↑  . 岩手県. （原始内容存档于2011-07-20） （日语）.